# العلاقات الإريترية الكرواتية
العلاقات الإريترية الكرواتية هي العلاقات الثنائية التي تجمع بين إريتريا وكرواتيا.

## مقارنة بين البلدين
هذه مقارنة عامة ومرجعية للدولتين:
| وجه المقارنة                                              | إريتريا                                      | كرواتيا                                                  |
| --------------------------------------------------------- | -------------------------------------------- | -------------------------------------------------------- |
| المساحة (كم2)                                             | 117.60 ألف                                   | 56.59 ألف                                                |
| عدد السكان (نسمة)                                         | 6.33 مليون                                   | 4.11 مليون                                               |
| الكثافة السكانية (ن./كم²)                                 | 53.83                                        | 72.63                                                    |
| العاصمة                                                   | أسمرة                                        | زغرب                                                     |
| اللغة الرسمية                                             | اللغة التغرينية، اللغة العربية، لغة إنجليزية | اللغة الكرواتية                                          |
| العملة                                                    | ناكفا                                        | كونا كرواتية                                             |
| الناتج المحلي الإجمالي (بليون دولار)                      | 2.61 مليار                                   | 54.85 مليار                                              |
| الناتج المحلي الإجمالي (تعادل القوة الشرائية) بليون دولار |                                              | 94.64 مليار                                              |
| الناتج المحلي الإجمالي الاسمي للفرد دولار أمريكي          |                                              | 11.54 ألف                                                |
| الناتج المحلي الإجمالي للفرد دولار أمريكي                 |                                              | 21.64 ألف                                                |
| مؤشر التنمية البشرية                                      | 0.391                                        | 0.818                                                    |
| رمز المكالمات الدولي                                      | +291                                         | +385                                                     |
| رمز الإنترنت                                              | .er                                          | .hr                                                      |
| المنطقة الزمنية                                           | ت ع م+03:00                                  | توقيت وسط أوروبا، ت ع م+01:00، ت ع م+02:00، أوروبا/زغرب ‏ |

## منظمات دولية مشتركة
يشترك البلدان في عضوية مجموعة من المنظمات الدولية، منها:
| علم المنظمة | اسم المنظمة                        | تاريخ انضمام إريتريا | تاريخ انضمام كرواتيا |
| ----------- | ---------------------------------- | -------------------- | -------------------- |
|             | مؤسسة التمويل الدولية              | 11 أكتوبر 1995       | 25 فبراير 1993       |
|             | منظمة حظر الأسلحة الكيميائية       | ?                    | ?                    |
|             | يونسكو                             | 2 سبتمبر 1993        | 1 يونيو 1992         |
|             | الاتحاد الدولي للاتصالات           | 6 أغسطس 1993         | 3 يونيو 1992         |
|             | الأمم المتحدة                      | 28 مايو 1993         | 22 مايو 1992         |
|             | منظمة الشرطة الجنائية الدولية      | ?                    | ?                    |
|             | البنك الدولي للإنشاء والتعمير      | 6 يوليو 1994         | 25 فبراير 1993       |
|             | الاتحاد البريدي العالمي            | ?                    | ?                    |
|             | مؤسسة التنمية الدولية              | 6 يوليو 1994         | 25 فبراير 1993       |
|             | وكالة ضمان الاستثمار متعدد الأطراف | 10 سبتمبر 1996       | 19 مارس 1993         |

## وصلات خارجية
- موقع وزارة الخارجية الكرواتية